# 太平輪 (電影)
《太平輪》（英語：The Crossing）為根據太平輪沉沒事件所改編之電影，由吳宇森執導，邀集亞洲各地知名演員，包括章子怡、宋慧喬、金城武、黄曉明、長澤正美、秦海璐、楊貴媚、黑木瞳等人主演。電影講述1949年1月27日（民國38年），太平輪自上海開往基隆港途中，因超載及夜間航行未開航行燈等緣故與貨輪「建元輪」相撞導致兩船沉沒的事件，太平輪上載客近1,000人，最後由澳洲皇家海軍瓦拉蒙加號驅逐艦救起34人，加上嵊泗列島漁民所救的未記名人員，共只有50多人生還，在此悲劇事件背景下，几对主角各自發展出淒美之愛情故事。
2013年7月在中國大陸和台灣开拍。電影分為上、下兩集分別上映，上集《太平輪：亂世浮生》於2014年12月2日上映（最初公映日期）。下集《太平輪：驚濤摯愛》於2015年7月30日上映（最初公映日期）。

## 劇情
電影講述在1945年中國抗日战场，國民革命軍將軍雷義方（黃曉明 飾）在平原戰場上率兵打敗日軍，軍隊的通訊兵佟大慶（佟大為 飾）俘獲了台灣籍日軍軍醫嚴澤坤（金城武 飾）。日軍投降後，三人各自其生活。雷義方返回上海，在舞會上認識了富豪千金周蘊芬（宋慧喬 飾），兩人一見鍾情，並很快結婚了。但好景不常，內戰爆發了，同時，他的夫人周蘊芬懷孕了。
嚴澤坤在抗戰勝利後回到台灣，卻發現曾經的戀人日本女孩志村雅子（長澤雅美 飾）已經被遣返回日本。但由於嚴的母親不喜歡二人來往，她把雅子寄來的信全都燒毀，以致二人失去聯繫。未婚的佟大慶於再次召集時，為了家人得到更多的糧食配給，他請白天做護士照顧傷兵的于真（章子怡飾）拍張照片證明已婚，沒想到真的成了一對苦戀的情侶。國共內戰中，國民黨的軍隊全面潰敗。雷義方在战死前托佟大庆一定要把自己的日記本交給妻子。
在內戰快要結束之際，嚴澤坤的弟弟嚴澤明（楊祐寧 飾）因见到大哥严泽汉被诬陷为共产党被枪毙，对时局极端失望，去中國大陸参加了学生运动。严泽坤為了維持在苦難中風雨飄搖的家庭，他代替去世的大哥而娶了嫂嫂，表面上為購買藥品实为找回弟弟而登上往返基隆与上海间的郵輪“太平輪”。表面上的他風平浪靜，內心卻一直沒有停止思念因戰爭被迫分離的日籍戀人雅子。當時的中國，人人千方百計都想登上太平輪，離開上海到台灣。這艘船彷彿成為人們最後的希望。沒想到，意外的沉船改變了所有人的命運，船上近千人絕大多數都在海難中遇難。
眾人相逢在開往台灣最後一班的“太平輪”上，究竟這三對戀人刻骨銘心的愛情故事，彼此間的微妙關係，命運的齒輪互相緊扣，大時代下各人該何去何從呢？

## 演員
| 角色     | 演員     | 簡介 | 原型          | 香港TVB粵語配音 |
| 雷義方   | 黃曉明   | 國民革命軍高層將領，在平原戰場率兵打敗日軍，為有名的抗日英雄，也在此戰役中傷了一條腿，人稱打仗不要命的「雷瘋子」。為周蘊芬之夫，也是一位浪漫主義情懷者，對妻子相當疼愛。雷義方治兵有方，軍紀嚴明，為人重情重義、驍勇善戰，是一位性格、智慧與能力兼具的將領。但最後於徐蚌會戰中陣亡。 | 邱清泉 张灵甫 | 蘇強文          |
| 真       | 章子怡   | 社會的底層人物，生活在動盪的大時代，無奈的做出各種妥協卻始終對命運保有熱情。記掛著愛人陽天虎，白天為護士照顧傷兵並藉此打聽消息，為了生活晚上不得已成為風塵女子。與佟大慶因拍攝眷屬照偶然相遇。                                                                                       |               | 劉惠雲          |
| 嚴澤坤   | 金城武   | 台灣籍日軍軍醫，個性嚴謹沉默，為同時擁有台灣與日本兩種文化印記的角色。代替哥哥以日本軍人的身份參與戰爭，在生死戰場行救死扶傷之事，內心非常複雜；下了戰場擔起家長責任。與青梅竹馬日本女孩志村雅子相愛，自己的愛情也面對兩種不同文化壓力，爾後兩人因戰爭而分離。                       |               | 陳欣            |
| 周蘊芬   | 宋慧喬   | 上海富家千金，雖出身嚴謹名門個性卻外向開朗，朋友戲稱為「周大膽」。與雷義方一見鍾情，為雷義方之妻。 | 王玉龄        | 曾佩儀          |
| 佟大慶   | 佟大為   | 國民革命軍通訊兵隊長，在抗日戰爭時俘虜台灣籍日軍軍醫嚴澤坤。抗戰結束後，無家可歸，因拍攝眷屬照而愛上僅有一面之緣的于真。 |               | 陳卓智          |
| 志村雅子 | 長澤雅美 | 一直等待著嚴澤坤，寫給澤坤的信都被嚴母攔截 |               |                 |
| 志村夫人 | 黑木瞳   | 雅子的母親 |               |                 |
| 嚴母     | 楊貴媚   | 對澤坤冷淡，因澤坤愛上日本女孩 |               | 許盈            |
| 嚴倉猛   | 高捷     | 嚴澤坤的二叔 |               | 朱子聰          |
| 嚴澤漢   | 伊正     | 嚴澤坤的哥哥，滿心歡喜地迎接抗戰勝利回歸祖國之日，最後卻被中國國民黨誣陷為共產黨員，含恨死於中國國民黨槍下。 | 李友邦        |                 |
| 美芳     | 吳飛霞   | 嚴澤坤的嫂子。客串。 |               | 伍秀霞→陸惠玲   |
| 嚴澤明   | 楊祐寧   | 嚴澤坤的弟弟，因大哥澤漢的死轉投共產黨，留下一封家書便悄赴大陆，至此與家人訣別。 |               | 關令翹          |
| 周仲鼎   | 寇世勳   | 周蘊芬父親，上海銀行行長，於搭乘太平輪逃往台灣時遇船難，並在海中與人搏鬥時身亡。 |               | 馮志輝          |
| 周夫人   | 叢珊     | 周蘊芬母親，陪同女兒先到台灣基隆避戰。在得知丈夫即將來台灣時特意穿上丈夫喜愛的旗袍要迎接他，卻沒想到自離開上海後從此再也無法見到丈夫。 |               | 袁淑珍          |
| 周晴云   | 許還幻   | 周蘊芬的姐姐 |               | 曾秀清          |
| 袁彼特   | 林保怡   | 喜歡表妹周蘊芬，但沒有機會。原本给夏珊船票让她去台灣做姨太太，卻沒想到夏珊將船票給了于真。最後死於船難中。 |               | 潘文柏          |
| 雷父     | 張嘉譯   | |               |                 |
| 顧太太   | 俞飛鴻   | 于真的房東太太，溫柔賢良，但因得知于真半夜帶男子回家最後無奈請她搬走，後在往台灣的太平輪上相遇，一雙兒女在船難發生後交託給于真，最後體力不支身亡。 |               | 黃玉娟          |
| 顧少校   | 王千源   | 任职于国民政府军事委员会参谋本部 | 顧祝同        | 張錦江          |
| 夏珊     | 秦海璐   | 舞小姐，幫于真介紹工作。因决意跟随李弥将军部下军官撤往云南，将船票送给真 |               | 梁少霞          |
| 阿滿     | 林美秀   | 周蘊芬和媽媽到台灣後住宅的僕人，這所房子是雅子之前的家 |               | 蔡惠萍          |
| 狗子     | 郜峰     | 通訊兵，佟大慶的部下 |               |                 |
| 劉志清   | 于震     | 抗战时期担任雷义方部下，抗战后转投中共，并曾到雷义方部劝降，但遭到雷断然拒绝 |               | 鄧志堅          |
| 陳船長   | 王志飛   | |               |                 |
| 傷兵小劉 | 李威     | 于真照顧過的傷患，請于真把戒指交給妻小。 |               |                 |
| 二蛋     | 寇家瑞   | 共軍士兵，和佟大慶、李俊一起烤兔子吃 |               |                 |
| 楊天虎   | 黃柏鈞   | |               |                 |
| 杜副司令 | 侯勇     | | 杜聿明        | 張錦江          |
| 吳伯昭   | 尤勇     | |               | 葉振聲          |

## 製作
2008年吴宇森从编剧王蕙玲讲述中第一次听闻太平轮的故事，深受触动的他就决心拍一部爱情史诗电影，想要“拍一部民国时代的《乱世佳人》”。影片主题为“爱，可以救赎并战胜一切困难”。
2013年5月，《太平輪》製片方在法國坎城影展公布第一款概念海報和英文片名《The Crossing》。此部片名因版權問題，中文片名一直懸而未決。製片方於7月3日正式確定片名為《太平輪》，而並非之前盛傳已久的《生死戀》。
2013年7月6日上午，《太平輪》正式在北京懷柔影視基地開機。吳宇森夫婦、金城武、林保怡、俞飛鴻、張一白等人參加了開機儀式。此片大部分內景將在懷柔影視基地拍攝。三個月後，劇組將前往上海等地取景。
在后期制作中转制成为3D电影。
由于上部票房和口碑失利，因此吴宇森邀请好友徐克导演为下部进行剪辑，重新结构故事并梳理镜头语言。

## 評議

### 並非圖書創作《太平輪一九四九》改編或授權
2014年12月4日，對太平輪事件研究甚深的台灣文史工作者張典婉，發表文章《太平輪電影改編我的作品？我不知道》，指出「吳宇森導演的太平輪電影快上演了，許多人都問我是不是我的《太平輪一九四九》一書改編？兩岸太多新聞媒體共同的疑惑。一併回答：老實說，我不知道。」又在文中說明吳宇森等《太平輪》製作團體，曾在攝製過程中拜訪她，但文中再三強調電影並非改編她的著作。如有發生侵權爭議，一切已委託律師處理。

### 劇情評議
電影作為以海難事件為故事背景，電影評議者或將此片與1997年的電影《鐵達尼號》對比或期待。其中，《太平轮》的主线是三种爱情——大时代背景下，不同的三種爱情。
部份評論認為《太平輪》也致敬其他電影，如敵對的國共兩軍士兵，在樹林共烤兔肉情節的溫暖含意，類似於韓國電影《共同戒備區》、《高地戰》。

## 票房

### 上部
中国大陆
12月2日在中國大陸上映，排片量高達35％的《太平輪》上映首日囊括58%的票房，坐穩單日票房冠軍，票房近1億3500萬台幣。首周7天收1.12亿人民币，低於青春片《匆匆那年》名列第二名。次周收4770万列第三名。第三周收2050万列第四。第四周收1600萬列第六，累计近2亿。
 臺灣
2014年底票房結算為5300萬元。
 香港
香港首周四天仅收117万港币，次周收79万。

### 下部
中国大陆
中国大陆首周4天获得3100万人民币列第六位，次周以1650万列第十位。
 臺灣
最終票房1200萬。

## 獎項
上部：
| 頒獎典禮                   | 獎項             | 名字     | 結果 |
| 第21屆香港電影評論學會大獎 | 推薦電影之一     |          | 獲獎 |
| 第34屆香港電影金像獎       | 最佳攝影         | 趙非     | 提名 |
| 第34屆香港電影金像獎       | 最佳音響效果     | 杜篤之   | 獲獎 |
| 第34屆香港電影金像獎       | 最佳剪接         | 胡大為   | 獲獎 |
| 第34屆香港電影金像獎       | 最佳美術指導     | 馬光榮   | 提名 |
| 第34屆香港電影金像獎       | 最佳服裝造型設計 | 陳同勳   | 提名 |
| 第34屆香港電影金像獎       | 最佳原創電影音樂 | 岩代太郎 | 提名 |

下部：
| 頒獎典禮             | 獎項             | 名字                                              | 結果 |
| 第35屆香港電影金像獎 | 最佳美術指導     | 馬光榮                                            | 提名 |
| 第35屆香港電影金像獎 | 最佳服裝造型設計 | 陳同勳                                            | 提名 |
| 第35屆香港電影金像獎 | 最佳原創電影音樂 | 岩代太郎                                          | 提名 |
| 第35屆香港電影金像獎 | 最佳原創電影歌曲 | 《穿越漩涡》 作曲：罗大佑 填词：林夕 主唱：罗大佑 | 提名 |
| 第16届华表奖         | 优秀摄影         | 赵非                                              | 獲獎 |

## 外部連結
上部：
- 《太平輪：亂世浮生》在香港雅虎的電影頁面（繁體中文）
- Yahoo奇摩電影上《太平輪：亂世浮生》的資料（繁體中文）
- 開眼電影網上《太平輪：亂世浮生》的資料（繁體中文）
- 时光网上《太平輪（上）》的資料（简体中文）
- 豆瓣电影上《太平輪（上）》的資料 （简体中文）
- 爛番茄上《太平輪》的資料（英文）
- 互联网电影数据库（IMDb）上《太平輪（上）》的资料（英文）

下部：
- 《太平輪：彼岸》的新浪微博
- 《太平輪：驚濤摯愛（页面存档备份，存于）》在香港雅虎的電影頁面（繁體中文）
- Yahoo奇摩電影上《太平輪：驚濤摯愛》的資料（繁體中文）
- 開眼電影網上《太平輪：驚濤摯愛》的資料（繁體中文）
- 时光网上《太平輪（下）》的資料（简体中文）
- 豆瓣电影上《太平輪（下）》的資料 （简体中文）
- 互联网电影数据库（IMDb）上《太平輪（下）》的资料（英文）